# Law Dome
Der Law Dome ist ein großer und 1395 m hoher Eisdom an der Budd-Küste des ostantarktischen Wilkeslands. Er ist nahezu kreisrund, misst 200 km im Durchmesser und ragt unmittelbar südlich des Kap Poinsett auf.
Der Eisdom war von 1962 bis 1965 Forschungsobjekt intensiver glaziologischer und geophysikalischer Untersuchungen im Rahmen der Australian National Antarctic Research Expeditions. Das Antarctic Names Committee of Australia benannte ihn am 10. August 1966 nach dem australischen Polarforscher Phillip Law (1912–2010), Leiter der Australian Antarctic Division von 1949 bis 1966.